# Simon Gronowski
Simon Gronowski   (Uccle, 12 d'octubre de 1931) és un advocat belga, supervivent de l'Holocaust. És president de la Unió de Jueus Deportats de Bèlgica. També és un pianista autodidacte de jazz. Gronowski és doctor en Dret per la Universitat Lliure de Brussel·les.

Simon Gronowski és conegut perquè es va escapar de la deportació a l'atac al vintè comboi, el 19 d'abril de 1943, que l'hauria portat a Auschwitz, ja que la seva mare el va empènyer fora del tren per salvar-lo. Després, orfe de mare, va viure la resta de la guerra amagat amb el seu pare, Léon Gronowski.
L'any 2016 es va estrenar l'òpera Push! (Empeny!), amb llibret i música de Howard Moody. La versió catalana, amb traducció de Joan Sellent, es va estrenar el 2025 a Sabadell.